# 행매층
행매층(行邁層, Haengmae formation)은 대한민국 태백산분지 내 강원특별자치도 정선군에 분포하는 고생대 조선 누층군 용탄층군의 퇴적암 지층으로, 회동리층과 정선 석회암층 사이에 있는 쇄설성 탄산염암층이다. 이 지층은 그 존재에 대해 논란이 있는데, 독립적인 지층(Formation)이 아니라 정선 석회암층의 일부라는 주장, 전단대라는 주장도 있다.

## 개요
조선 누층군 용탄층군(Yongtan group, 龍灘層群) 또는 정선형 조선 누층군(Jeongseon-type Joseon supergroup)은 강원특별자치도 정선군 지역에 분포하는 조선 누층군이다. 용탄층군의 층서는 아직도 명확히 정해지지 않았으나 대개 하부로부터 정선 규암층, 정선 석회암층, 행매층, 회동리층으로 구분된다. 행매층은 원래 히사코시(Hisakoshi, 1943)에 의해 명명된 행막층이 손치무와 정지곤(1977)에 의해 행매층으로 재명명된 지층이다.

## 연구

### 암상
손치무와 정지곤(1977)에 의하면 행매층은 협재된 지층이 아니라 소위 상부 석회암을 부정합으로 덮고 있다고 하였다. 구성 암석 내에 정선 석회암층의 기저 역암이 역으로 들어 있기 때문이다. 행매층은 하위층을 부정합으로 덮기 때문에 그 불연속성은 주로 습곡과 지형에 규제되는 것이며 단층 때문은 아니다.
정창희 외(1979)는 정선 서부지역에 분포하는 정선 석회암층을 회동리 지역을 중심으로 정선 석회암, 행매층, 회동리층으로 세분하였고, 회동리층을 실루리아기 지층으로 분류하였다. 행매층은 하부의 정선석회암을 부정합으로 덮고 있으며 회동리층에 의해 부정합(?)으로 덮인다고 하였다. 행매층은 황색 내지 황갈색 함력석회암으로 구성되나 박층의 석회암과 규질암이 불연속적으로 협재된다. 그리고 육안으로도 사암과 유사한 입상조직을 가지고 쇄설성 조직이며 특히 석영 입자는 원마도가 좋을 뿐만 아니라 자생기원이 아닌 쇄설성 기원임을 지시하는 여러 가지 쇄설성 퇴적물의 특징을 가진다고 기술하고 있다.
이하영(1983)은 정선 석회암층의 상부에 행매층이 정합으로 놓이며 회동리층이 부정합으로 행매층을 덮고 있는 것으로 보았다. 그리고 그는 행매층의 형성시기를 상부 오르도비스기 카라독세(Caradocian)에 대비하였다.
이하영(1987)에 의하면 정선 석회암층 위에 정합으로 놓이고 회동리층에 의해 부정합으로 덮히며 주로 황색 내지 황갈색 함력석회암으로 구성되고 박층의 석회암과 규질암이 불연속적으로 협재된다. 행매층에 협재된 석회암은 청회색 내지 유백색의 괴상 석회암으로 평창군 미탄면 평안리 지역에서 3-4매 협재되어 있다. 행매층은 그 두께가 일정하지 않아 30~200 m에 이른다. 행매층은 정선읍 회동리~미탄면 평안리, 그리고 정선 대향사의 서익부인 평창읍 남병산 일대와 대화면 대화리 일대에도 연속 발달된다. 행매층에서는 71개체의 코노돈트 화석이 산출되어 6속 7종으로 분류되었고 이에 근거한 지질시대는 중부 오르도비스기로 정해졌다.
김남수 외(2020)에 의하면 행매층은 매우 독특한 외관을 가지고 있어 야외에서 정선 석회암층이나 회동리층과는 매우 쉽게 구분된다. 두께 200 m의 행매층은 괴상의 황색~황갈색 함력탄산염암으로 사암과 같은 입상(粒狀) 조직을 가진다. 구성 광물의 차별 풍화로 노두 표면이 매우 거칠고 기공이 많이 발달해 곰보 구조를 보인다. 지역에 따라 각력암, 층리가 보이는 탄산염암 등이 협재된다. U-Pb 연대측정 결과 행매층의 형성시기는 460 Ma 이후인 후기 오르도비스기로 추정된다.
송윤구 외(2021)에 의하면 행매층은 정선군 정선읍과 북평면, 강릉시 강동면 임곡리와 옥계면 북동리에 이르기까지 분포하며 태백산분지 내에서 행매층은 정선 석회암층과 석병산 석회암층 상부에 분포하는 독립적인 층서 단위이다.
박채원 외(2023)는 네이처의 Scientific Reports에 발표한 논문에서 태백산분지 정선형 조선누층군의 행매층을, 오르도비스기-실루리아기 전이(Ordovician-Silurian Transition, OST) 시기에 형성된, 하부 탄산염암(정선 석회암층)을 부정합으로 덮는 함력 미사질 쇄설성암(Pebble-bearing Fine Sand-sized Clastic rock, PBSC)’이라고 새롭게 정의하였다.

### 절대 연령
장이랑(2018)은 정선군 정선읍 용탄리 비룡동에 분포하는 행매층으로부터 쇄설성 저어콘 U-Pb LA-MC-ICP-MS 연령을 얻었으며 이중 가장 젊은 저어콘의 가중평균 연령은 449 Ma로 이 연령이 행매층의 최대 퇴적시기임을 보고하였다. 박채원 외(2024)는 이를 바탕으로 행매층이 약 450 Ma 이후에의 OST 시기에 퇴적되었다고 해석하였다.
그러나 이후 조문섭(2024)은 이러한 U-Pb 연대측정 자료가 납의 손실(Pb loss) 문제로부터 자유롭지 못하다고 주장하며, U-Pb 연대측정 자료에 근거하여 행매층이 OST 시기에 퇴적되었다고 해석하는 것은 무리고 코노돈트 화석에 의한 지질시대(오르도비스기 중기)가 유효하다고 평가하였다.

### 화석
이병수(2018)는 상부 행매층과 하부 회동리층 양 지층에 걸쳐 286개체의 코노돈트 화석을 발견하고 이 구간에 Aurilobodus serratus 코노돈트 생층서대를 설정했다. 이 화석대의 존재는 행매층과 회동리층의 관계가 부정합이 아니라 정합이라는 것을 지시한다. 행매층은 담회색의 층리가 거의 없는 직경 5 cm 이하의 황색~갈색 규암역을 가진 석회질역암으로 구성되며 행매층에서는 Aurilobodus serratus, Aurilobodus simplex, Erraticodon tangshanensis, Plectodina onychodonta, Scandodus choii, Triangulodus changshanensis 등의 코노돈트 화석이 발견되었다.
이병수(2020)는 정선 석회암층 최상부에서 행매층 중부까지 Eoplacognathus suecicus 코노돈트 생층서대를 설정하였다. 비룡동 지역에 분포하고 있는 행매층에서 Eoplacognathus suecicus, Erraticodon tangshanensis, Panderodus nogamii, Triangulodus changshanensis 4속 4종의 코노돈트 화석을 기재하였다. 이 종들은 중기 오르도비스기의 다르윌리안(Darriwilian 2)에 대비된다고 하였다.
| 지층 | 지층                      | 생층서대 이름                                     |
| ---- | ------------------------- | ------------------------------------------------- |
|      | 회동리층                  | Tasmanognathus sishuiensis-Erismodus asymmetricus |
|      | 회동리층                  | Aurilobodus serratus                              |
|      | 행매층                    |                                                   |
|      | Eoplacognathus suecicus   |                                                   |
|      | 정선 석회암층             |                                                   |
|      | Erraticodon tangshanensis |                                                   |
|      | -                         |                                                   |

## 행매층의 존재에 대한 논란

### 존재를 부정당한 행매층
이진한과 이사규(2012) 및 이진한 외(2017)는 행매층은 함력석회암층이 아니라 정선 석회암층에 전단변형이 국지화된 압쇄암질 대리암이라고 주장하며 이 변형 지역을 비룡동 전단대로 명명하였다. 이 '비룡동 전단대'는 북서 내지 북동 주향에 북쪽으로 낮게 경사하며 역단층성 이동 감각을 보인다 그리고 행매층과 회동리층의 경계는 부정합이 아니라 약 10 m 두께의 아문(healed) 단층각력암대라고 해석했다.
Hong et al. (2011)은 비룡동 지역에서 회동리층의 암회색 석회암과 행매층의 갈회색 석회암이 압쇄암질 대리암(mylonitic marbles)이며 그 사이 경계는 두께 12 m 이하의 아문(healed) 단층각력암대라고 보고했다.
우경식과 주성옥(2016)은 다음과 같은 이유로 행매층이 독립적인 지층이 될 수 없으며 행매층은 정선 석회암층의 상부에 나타나는 퇴적학적인 특징 중의 하나로 간주되어야 한다고 주장하였다. 아래는 원문을 그대로 인용한 것이다.
- 1) 행매층으로 명명된 지층과 회동리층 사이에는 여러 지역에 정선층의 석회암의 특징을 가지는 암석이 분포한다.
- 2) 행매층이라고 불리는 지층의 두께가 지역에 따라 매우 불규칙적이다.
- 3) 행매층 내 발견되는 석영입자의 입도는 매우 다양하고 분급도가 불량하여 이러한 석영입자의 특징을 퇴적기원으로 해석하기에는 문제점이 많다.
- 4) 이들 석역 입자의 원마도는 매우 불량하고 표면의 형태가 매우 불규칙적이기 때문에 퇴적기원이라기 보다는 속성작용(이후 변성작용에 의해 영향을 받음)의 기원으로 생성된 것으로 생각된다.
- 5) 석영입자는 암석학적으로 퇴적기원이라기 보다는 자생기원으로 판단된다.

### 반박
김남수 외(2020)는 행매층의 존재를 부정하는 학자들이 주장하는 '전단대'는 연장성이 없고 국지적이며, 설령 전단대라 할지라도 전단대이기 때문에 행매층이라는 지층명을 사용할 수 없다는 논리는 잘못되었다고 주장했다. 실제로 정선군 정선읍 용탄리 비룡동마을 하천가에서 행매층이 전단 작용을 받은 곳이 관찰되나 이는 비룡동마을에만 국한되는 현상이며 습곡 운동 시 습곡의 익부(翼部, limb)를 따라 발생한 전단작용으로 판단된다. 행매층 부정론에 대해 김남수 외(2020)는 다음과 같이 반박했다.
| 행매층 부정론                                                                             | 김남수 외(2020)의 반박 |
| ----------------------------------------------------------------------------------------- | --- |
| 행매층은 석회암층이 아니라 정선 석회암층에 전단력이 가해져 생긴 대리암이다.               | 전단 작용을 받은 곳은 비룡동 지역에만 국한된다. 설령, 전단대라고 할지라도 그 때문에 행매층의 존재를 부정할 수 없다. |
| 행매층과 회동리층 사이에 정선층의 석회암과 동일한 특징을 가지는 석회암이 분포한다.        | 이 박층의 석회암은 정선 석회암층과 유사하지만 함력 탄산염암인 행매층에 협재되는 층준일 뿐 행매층 전체를 대표하는 암상이 아니다. 지질조사 결과 행매층을 대표하는 암석은 황색 내지 황갈색 함력탄산염암이나 석회암도 불연속적으로 협재된다. |
| 행매층의 분포가 불규칙하기 때문에 독립적인 층서 단위의 지층(Formation)이 될 수 없다.      | 지질조사 결과 행매층의 분포 면적은 매우 다양한데 이는 이 지역에 발달하는 복잡한 지질구조에 의해 나타나는 당연한 현상이다. |
| 행매층 내 석영 입자의 입도(粒度)가 다양하고 분급도(分級度)가 불량하여 퇴적 기원이 아니다. | 석영 입자에서 퇴적 이후 일부 과성장이 있었던 것 같은 모습도 보이고 있으나 근본적으로는 쇄설성 퇴적기원으로서 행매층 기질에서 전체적으로 나타나는 현상이다.                                                                               |

## 같이 보기
- 조선 누층군
- 정선 석회암층
- 회동리층
- 정선군의 지질
- 평창군의 지질
- 석회암
- 한국의 지질